# Hebomoia glaucippe
A Hebomoia glaucippe a rovarok (Insecta) osztályának lepkék (Lepidoptera) rendjébe, ezen belül a fehérlepkék (Pieridae) családjába tartozó faj.

## Előfordulása
A Hebomoia glaucippe előfordulási területe Dél- és Délkelet-Ázsia, valamint Kína és Japán déli részei.

## Alfajai
Ennek a lepkének 28 alfaját ismerik el:
- Hebomoia glaucippe glaucippe - Észak-India, Kína-i Hajnan
- Hebomoia glaucippe anaxandra Fruhstorfer - Kalao
- Hebomoia glaucippe anomala Pendlebury, 1939 - Pulau Aur
- Hebomoia glaucippe aturia Fruhstorfer, 1910 - Dél-Mianmar, Thaiföld, Maláj-félsziget, Szingapúr
- Hebomoia glaucippe aurantiaca Fruhstorfer, 1907 - Obi-szigetek
- Hebomoia glaucippe australis Butler, 1898 - Dél-India
- Hebomoia glaucippe borneensis (Wallace, 1863) - Borneó
- Hebomoia glaucippe celebensis (Wallace, 1863) - Celebesz
- Hebomoia glaucippe ceylonica Fruhstorfer, 1907 - Srí Lanka
- Hebomoia glaucippe chewi Morita, 2006
- Hebomoia glaucippe cuyonicola Fruhstorfer, 1907 - Cuyo-szigetek
- Hebomoia glaucippe erinna Fruhstorfer - Fülöp-szigetek-i Mindanao
- Hebomoia glaucippe felderi (Vollenhoven, 1865) - Morotai-sziget
- Hebomoia glaucippe flavomarginata Pagenstecher, 1896 - Sumba
- Hebomoia glaucippe formosana Fruhstorfer - Tajvan
- Hebomoia glaucippe javanensis (Wallace, 1863) - Jáva
- Hebomoia glaucippe liukiuensis Fruhstorfer, 1898 - Japán
- Hebomoia glaucippe lombockiana Butler, 1878 - Lombok
- Hebomoia glaucippe palawensis Fruhstorfer, 1907 - Fülöp-szigetek
- Hebomoia glaucippe philippensis (Wallace, 1863) - Fülöp-szigetek
- Hebomoia glaucippe reducta Fruhstorfer, 1907 - Fülöp-szigetek
- Hebomoia glaucippe roepstorffi Wood-Mason, 1880 - Andamán-szigetek
- Hebomoia glaucippe sulaensis Fruhstorfer, 1907 - Sula-szigetek
- Hebomoia glaucippe sulphurea (Wallace, 1863) - Bachan
- Hebomoia glaucippe sumatrana Hagen, 1890 - Szumátra
- Hebomoia glaucippe theia Nishimura, 1987
- Hebomoia glaucippe timoriensis (Wallace, 1863) - Timor
- Hebomoia glaucippe vossi (Maitland, 1859) - Nias

## Megjelenése
Megjelenésileg a számos alfaj között eltérések vannak, azonban a következők a közös jellemzőik: felül mindkét szárnypár alapszíne a fehértől a sárgáig változik, az elülső szárnyak elülső felén narancssárga vagy halvány vörös sáv húzódik, melyet fekete szegélyek vesznek körül. A fekete sávok egyes alfajoknál foltokban benyúlnak a narancssárga sávba, míg másoknál narancssárga foltok vannak a fekete sávokban, főleg az elülsőben. Egyes alfajoknál a hátulsó szárnyak egyszínűek, míg másoknál fekete pontsorok láthatók. Alul a szárnyak piszkos fehérek vagy sárgák, vagy akár halvány barnák is; száraz levélre emlékeztetnek. A hernyók zöldek vagy zöldesek, egyeseken foltok láthatók, melyek szemeknek tűnnek; a lombkoronákon élő kígyókat hivatottak utánozni.

## Életmódja
A nőstény petéit Crataeva religiosa, Capparis moonii, Capparis roxburghii, Capparis cantoniensis és Capparis sepiaria növényekre rakja le. A táplálékból felvett méreganyagok miatt, később az imágó is ehetetlenné válik ragadozói számára.

## Képek

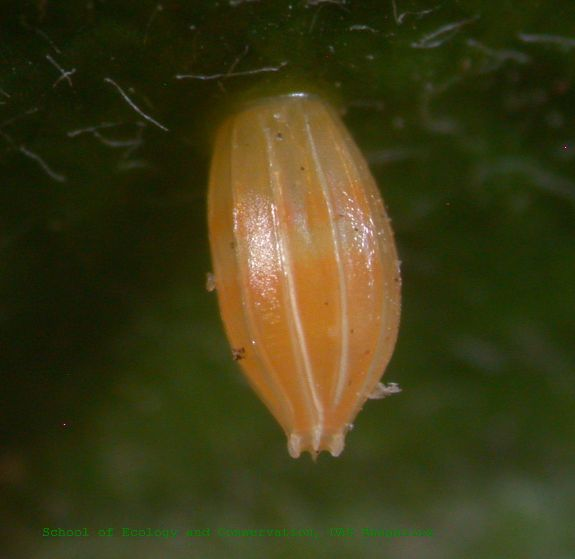
Pete
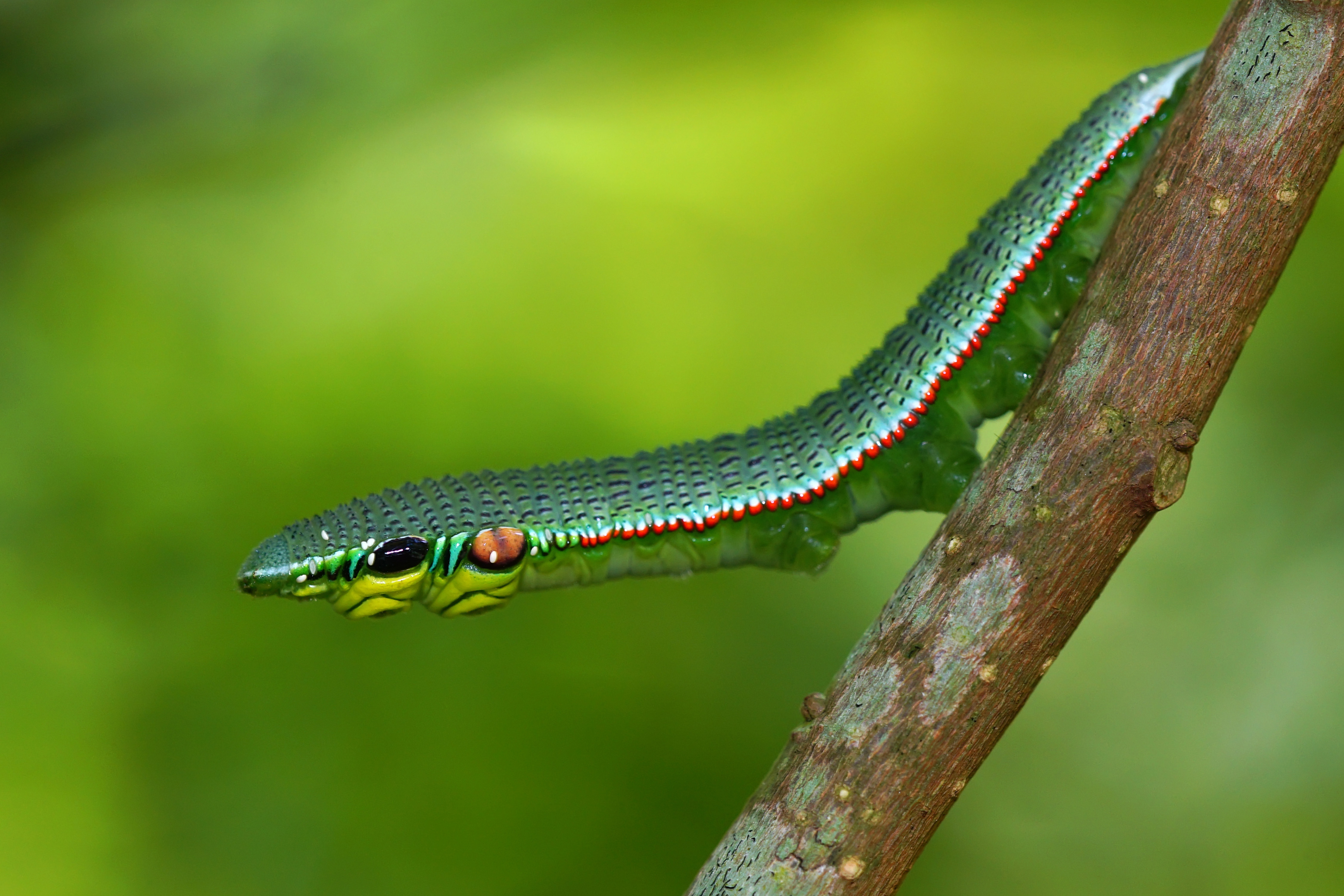
Kígyót utánzó hernyó
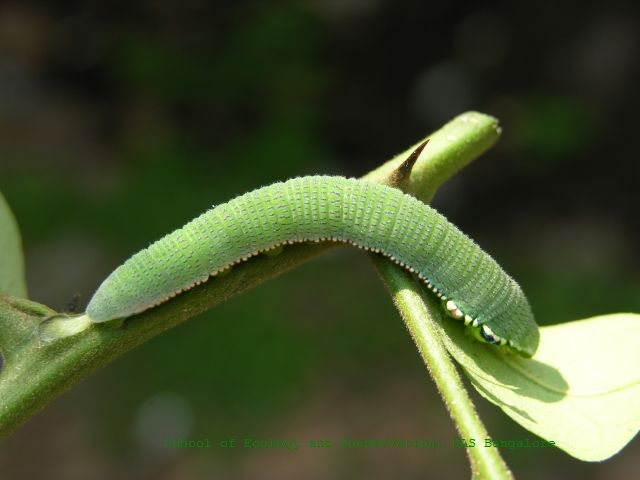
Zöld heryó
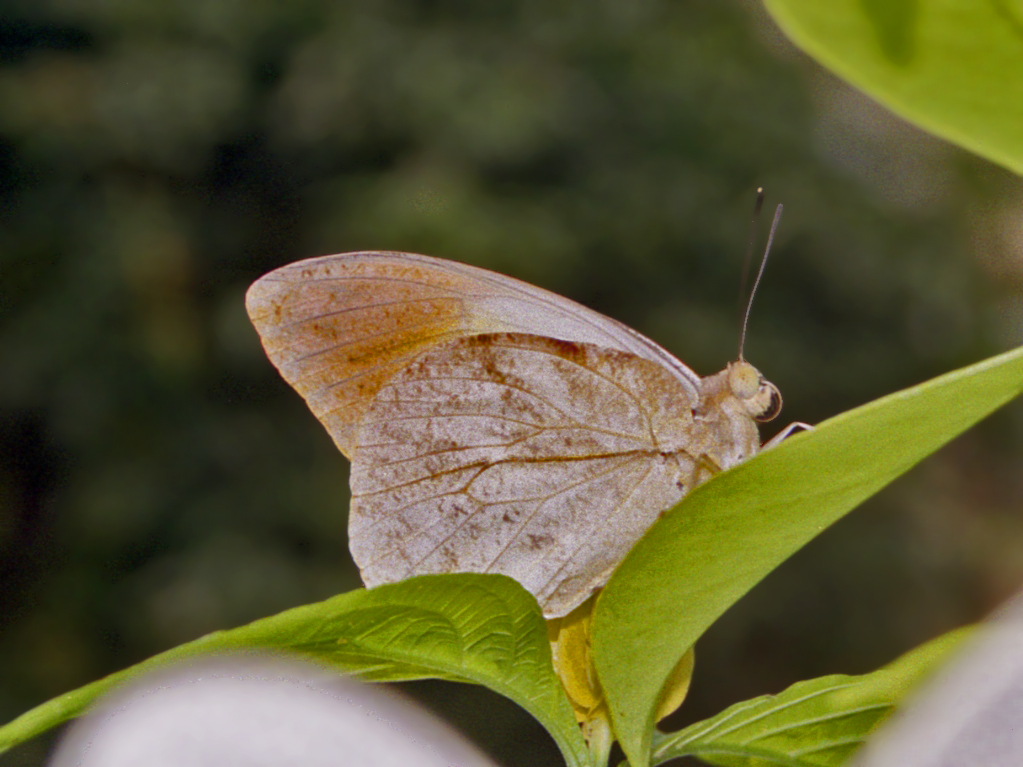
Hím imágó
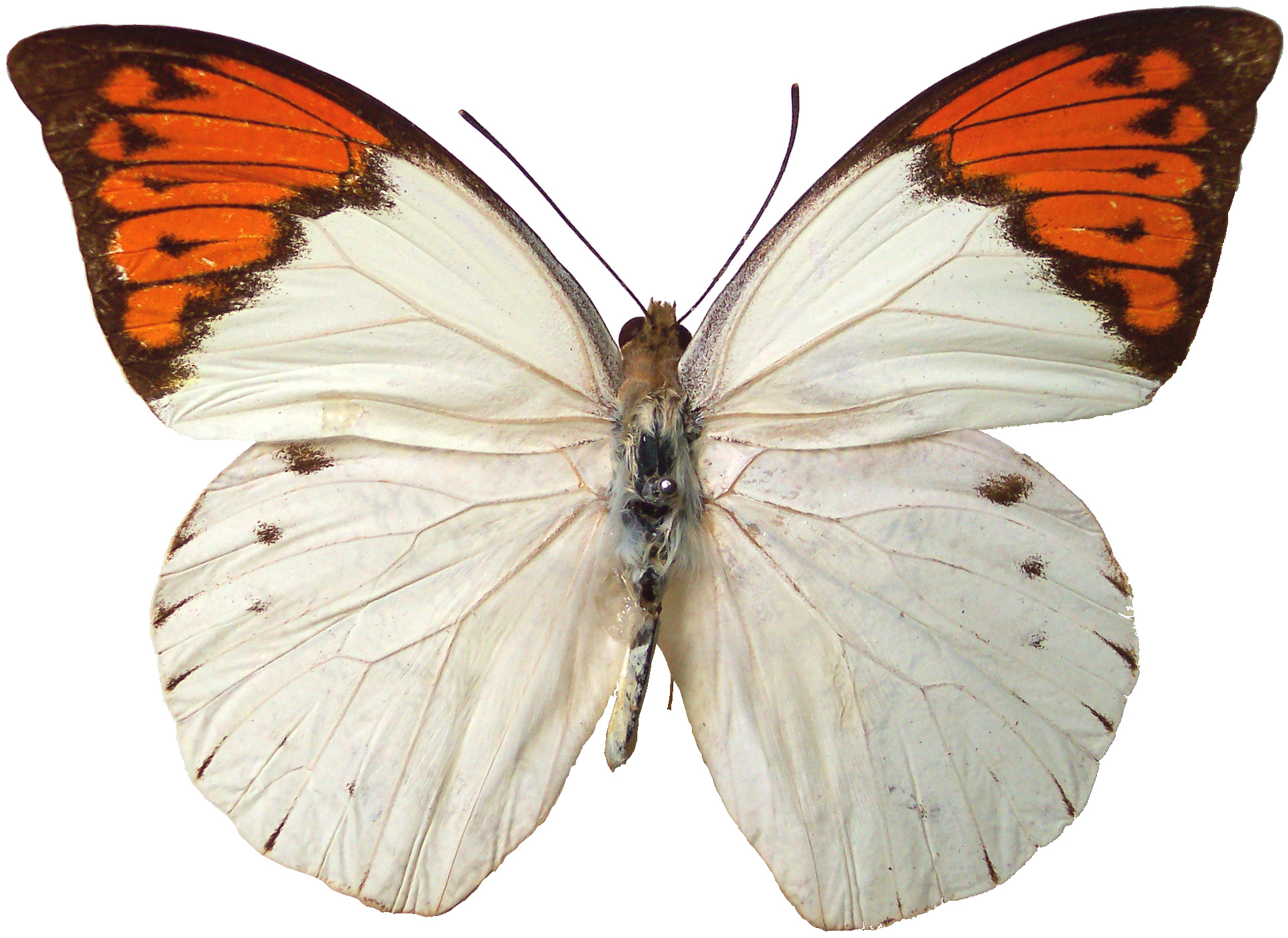
H. g. aturia hím
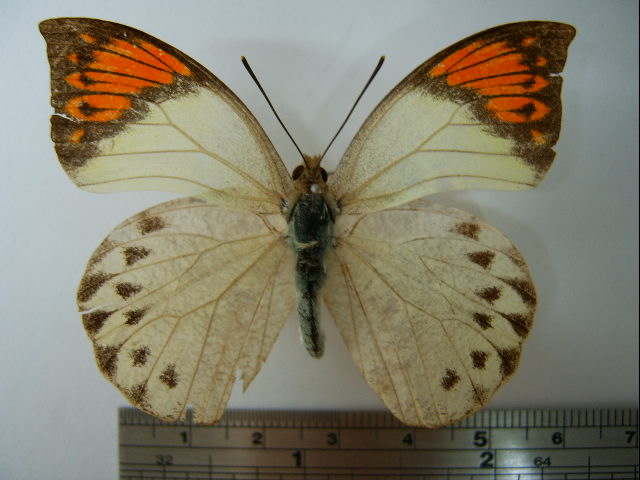
H. g. formosana nőstény
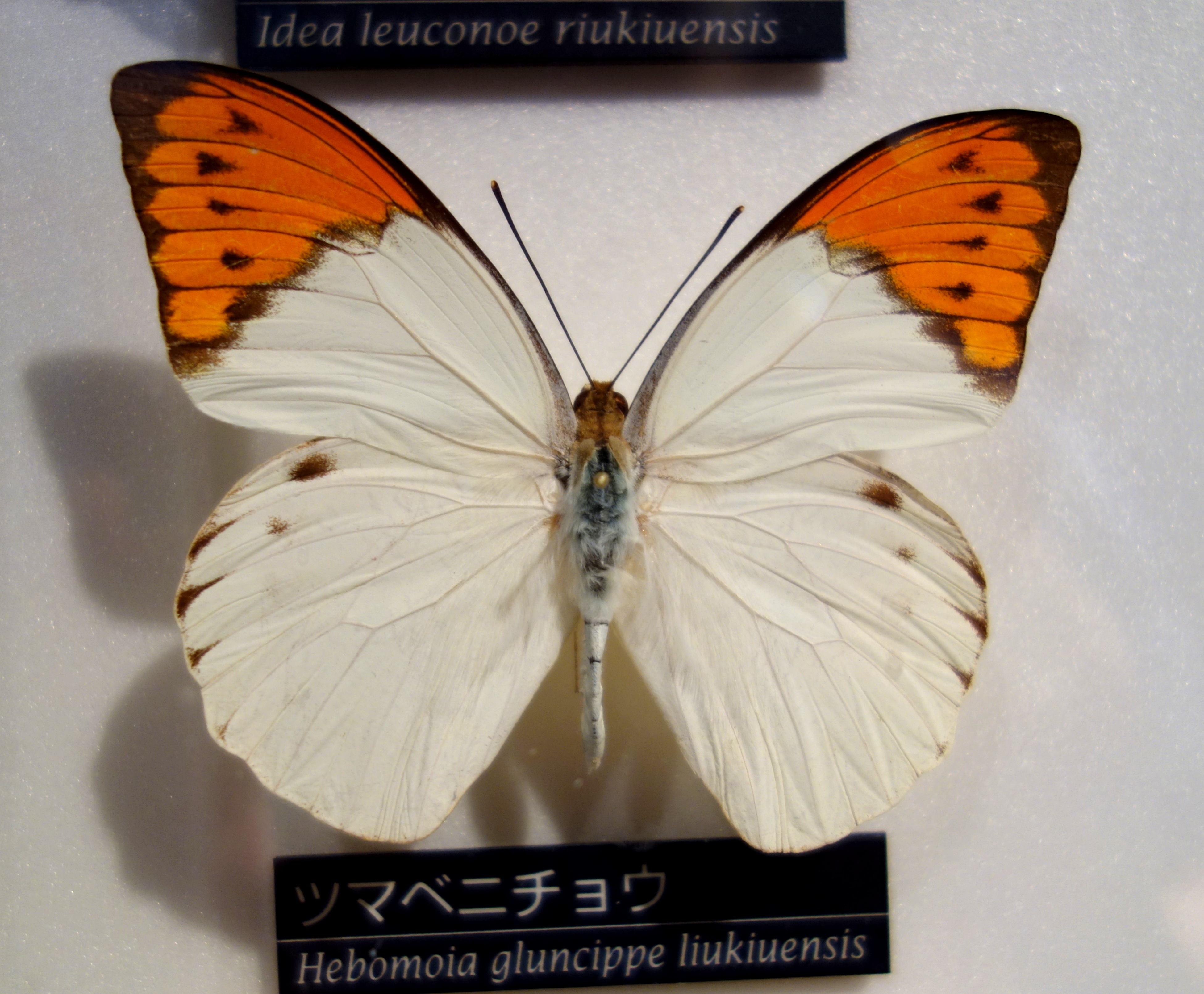
H. g. liukiuensis hím
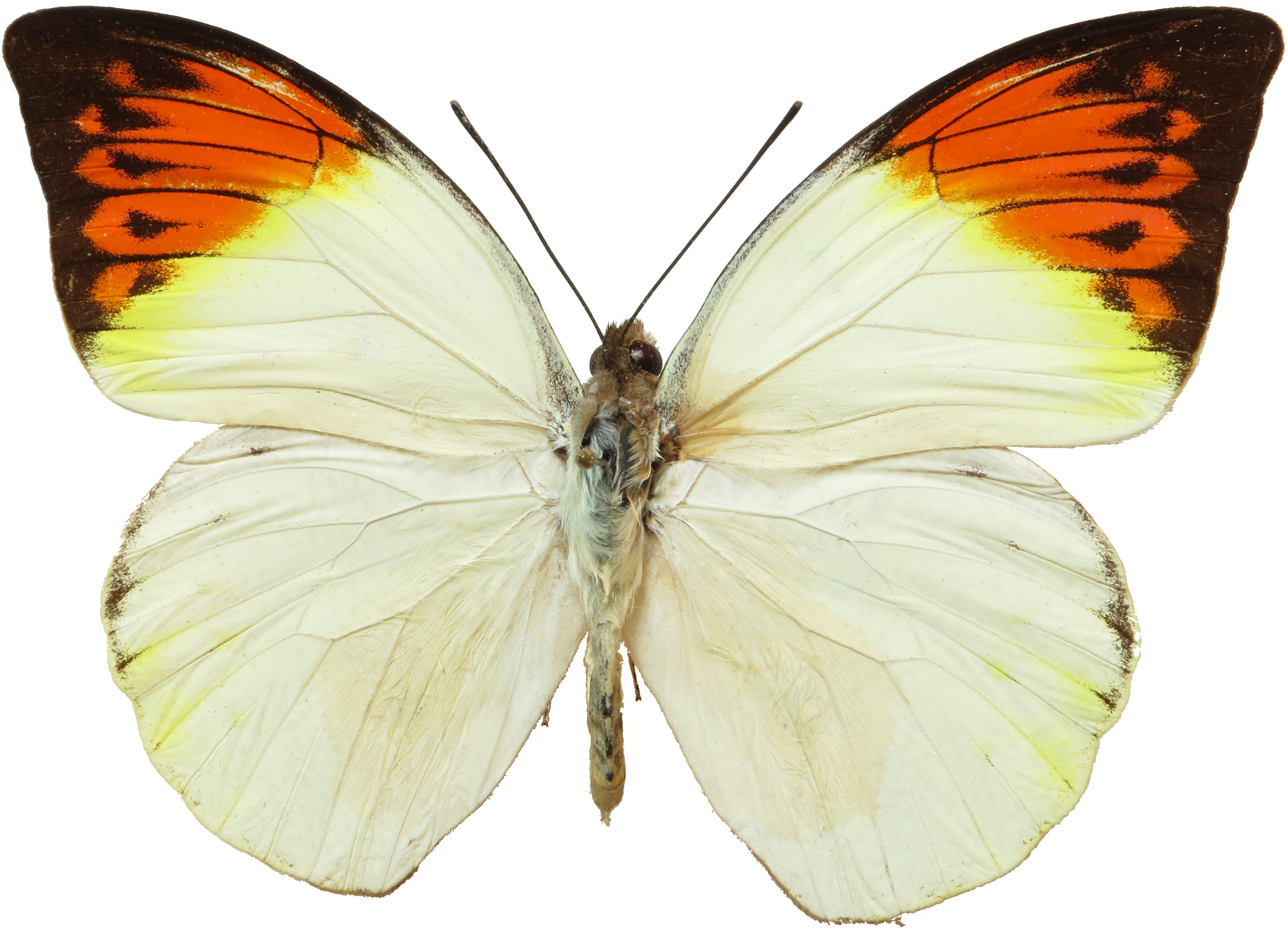
H. g. mindorensis hím
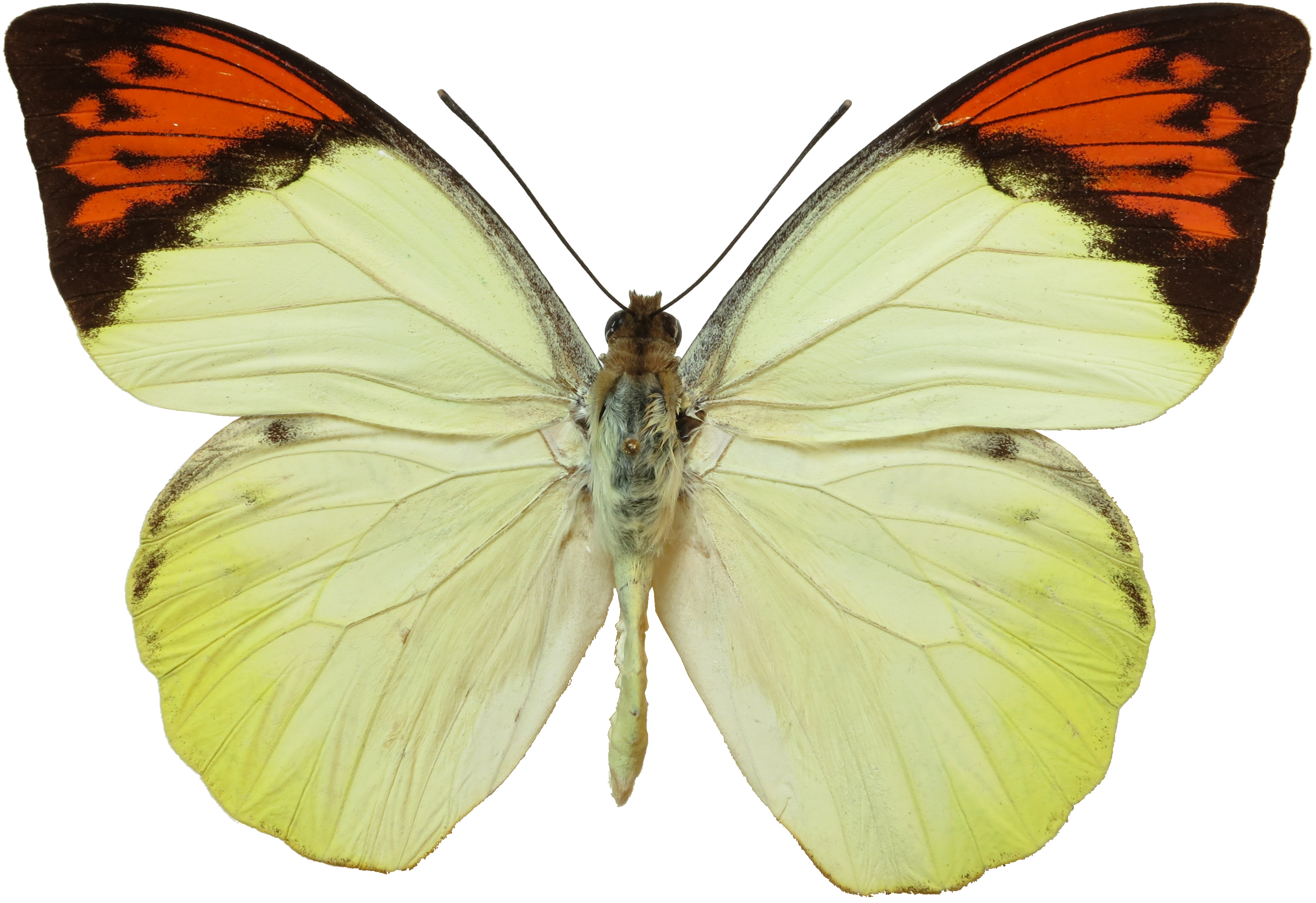
H. g. sulphurea hím
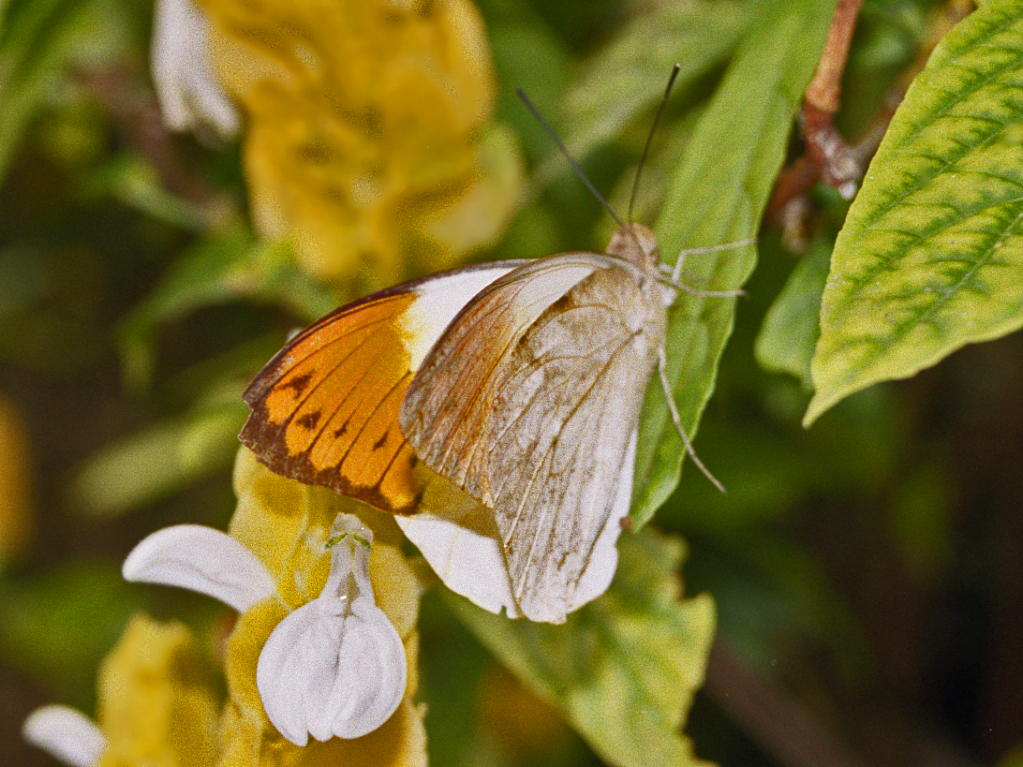
H. g. glaucippe
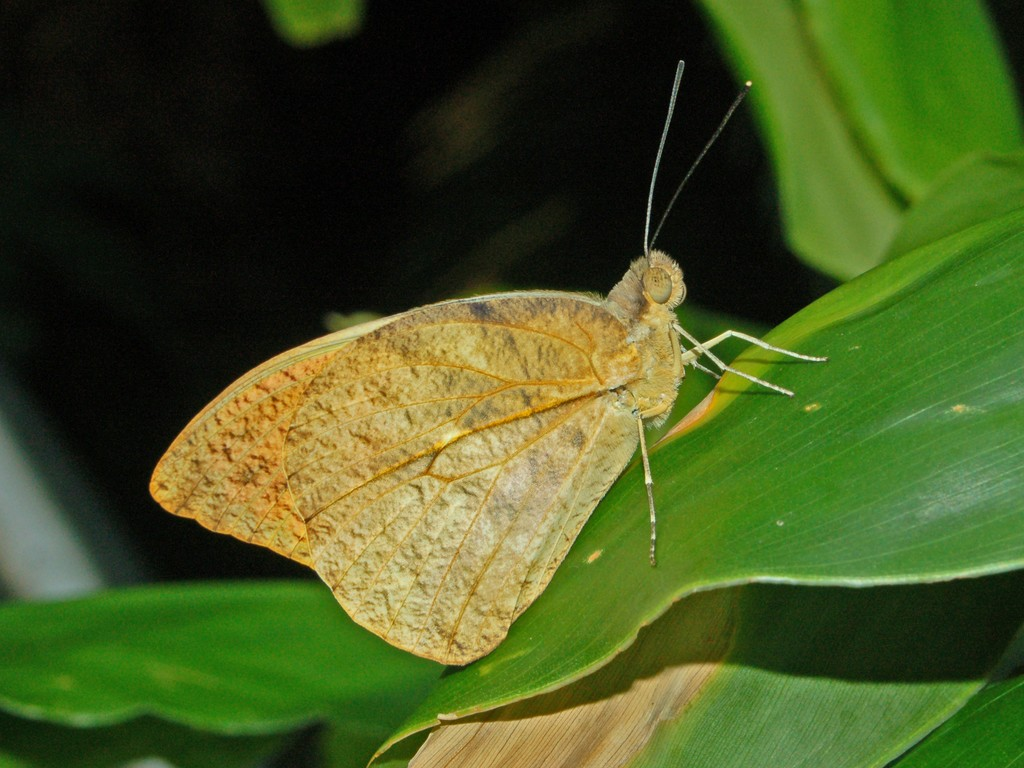
H. g. aturia
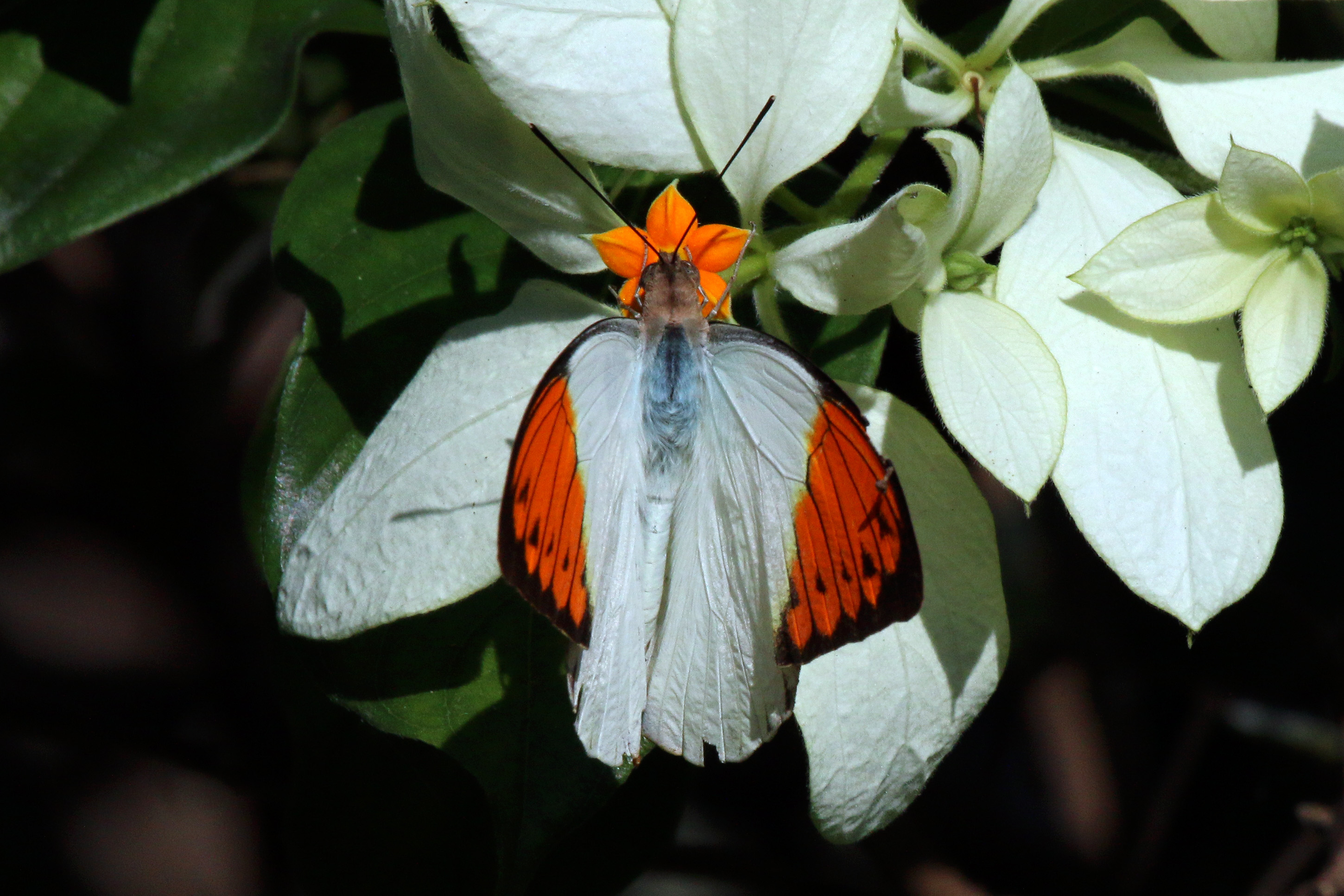
H. g. javanensis

### Fordítás
- Ez a szócikk részben vagy egészben  a   Hebomoia glaucippe című angol Wikipédia-szócikk ezen változatának fordításán alapul.  Az eredeti cikk szerkesztőit annak laptörténete sorolja fel. Ez a jelzés csupán a megfogalmazás eredetét és a szerzői jogokat jelzi, nem szolgál a cikkben szereplő információk forrásmegjelöléseként.